# (5746) 1991 CK
1991 سي كي (ويعرف أيضًا باسم (5746) 1991 سي كي وفق تسمية الكوكب الصغير) (بالإنجليزية: 1991 CK)‏ هو كويكب ضمن حزام الكويكبات؛ وترتيبه 5746 من حيث الاكتشاف.
اكتُشف هذا الجُرم الفلكي بواسطة هيروشي موري في 5 فبراير 1991.

## وصلات خارجية
- (5746) 1991 CK في قاعدة بيانات مختبر الدفع النفاث لأجرام النظام الشمسي الصغيرة

- الاكتشاف · مخطط المدار ·  العناصر المدارية · المعلمات المادية

- (5746) 1991 CK على موقع ويكي سكاي: DSS2, SDSS, GALEX, IRAS, Hydrogen α, X-Ray, Astrophoto, Sky Map, Articles and images